# Boraria infesta
Boraria infesta är en mångfotingart som först beskrevs av Chamberlin 1918.  Boraria infesta ingår i släktet Boraria och familjen Xystodesmidae. Inga underarter finns listade i Catalogue of Life.